# Morbus Scheie
Der Morbus Scheie ist eine seltene angeborene Erkrankung. Es handelt sich um eine abgeschwächte, auch als Hurler-Scheie-Variante bezeichnete Verlaufsform der Mukopolysaccharidose Typ I (MPS I), einer lysosomalen Speicherkrankheit. Morbus Scheie verläuft milder als der häufigere Morbus Hurler.
Der Name leitet sich von dem US-amerikanischen Augenarzt Harold Glendon Scheie (1909–1990) ab, der diese Verlaufsform zum ersten Mal beschrieb.
Synonym: Ullrich-Scheie-Syndrom

## Epidemiologie
Die Häufigkeit des M. Scheie liegt bei 1:500.000 Geburten.

## Ursache
Dem Morbus Scheie liegt eine Mutation im IDUA-Gen am Genort 4p16.3 zugrunde, welches für das Enzym Alpha-L-Iduronidase kodiert. Dies führt dazu, dass Glykosaminoglykane (GAGs) nicht mehr ausreichend gespalten und abgebaut werden können. Es kommt zu einer Speicherung der GAGs in den Lysosomen der Körperzellen. Dabei lagern sich insbesondere Dermatansulfat und Heparansulfat an.
Infolgedessen wird die Funktion der Zellen stark beeinträchtigt, was zu den Symptomen der Erkrankung führt.

## Symptome
Bei Morbus Scheie sind nicht alle Symptome der MPS I Erkrankung voll ausgeprägt. Durch den Enzym-Defekt sind vor allem das Skelettsystem, die Augen und das Herz betroffen.
Zu den Leitsymptomen gehören:
- Gelenkkontrakturen und Gelenksteifigkeit (kann u. a. zu Klauenhänden führen)
- Hornhauttrübung
- Wiederkehrende Nabel- und Leistenhernien
- Wiederkehrende Mittelohrenentzündungen
- Hüftdysplasie (oft beidseits)
- Kompression des Rückenmarks im Bereich der oberen Halswirbelsäule am Übergang zwischen Schädel und Wirbelsäule
- Wiederholte Atemwegsinfekte
- Schwerhörigkeit
- Erkrankungen des Herzmuskels und der Herzklappen
- Karpaltunnelsyndrom (oft schon als Kind oder Jugendlicher und beidseitig)
- Schlafapnoe
- Hepatosplenomegalie

Erste Symptome werden im frühen Kindesalter, durchschnittlich mit 5 Jahren sichtbar Leisten- und Nabelbrüche sind eher frühe Anzeichen. Ein Karpaltunnelsyndrom oder eine Kardiomyopathiekönnen aber auch erst in der Adoleszenz oder im frühen Erwachsenenalter auftreten.
Im Gegensatz zu der schwersten Verlaufsform von MPS I, dem Morbus Hurler, ist bei Menschen mit Morbus Scheie das zentrale Nervensystem (ZNS) nicht betroffen. Die geistige Entwicklung und die Intelligenz ist bei diesen Menschen normal. Die Erkrankung verläuft chronisch progredient mit erheblicher Morbidität aufgrund der multisystemischen Krankheitsmanifestationen.

## Erscheinungsbild
Das Erscheinungsbild des Morbus Scheie ist nicht so eindeutig wie bei der schweren Verlaufsform, dem Morbus Hurler. Optisch können Auffälligkeiten wie ein gedrungener Körperbau, vergröberte Gesichtszüge oder Hornhauttrübung bestehen. Obwohl Betroffene durch die Skelettveränderungen und Gelenkkontrakturen z. B. ein charakteristisches Gangbild aufweisen können, erreichen viele eine fast normale Körpergröße. Menschen mit Morbus Scheie können auch völlig unauffällig erscheinen.

## Diagnose
Die Diagnose des Morbus Scheie erfolgt durch den verzögerten Verlauf und das variable Krankheitsbild häufig verspätet. Einige Betroffene werden deshalb erst im Pubertätsalter oder im Erwachsenenalter erkannt.  Da MPS I fortschreitend verläuft, ist eine frühe Diagnose aber besonders wichtig. Gerade bei der weniger progredienten Form, dem Morbus Scheie, kann das frühzeitige Einschreiten den Verlauf der Erkrankung bremsen. Wenn ein Verdacht auf MPS I vorliegt, kann dieser mit Hilfe eines Bluttests (aus Blutserum oder in den weißen Blutzellen sowie durch einen direkten Gentest) bestätigt werden.

## Prognose
Im Unterschied zu Menschen mit Morbus Hurler haben Menschen mit Morbus Scheie eine annähernd normale Lebenserwartung.

## Therapie
Für Morbus Scheie und die anderen Verlaufsformen von MPS I steht seit 2003 eine Langzeitbehandlung zur Verfügung. Bei der sogenannten Enzymersatztherapie wird das defekte Enzym durch eine biotechnologisch hergestellte Form ersetzt, wodurch die krankhafte Speicherung von GAGs wieder vermindert werden kann.
Durch die Therapie kann MPS I nicht endgültig geheilt werden. Besonders bei der weniger progredienten, attenuierten Verlaufsform Morbus Scheie kann sie jedoch den Symptomen entgegenwirken und die Lebensqualität verbessern. Im Gegensatz zu Morbus Hurler spielt die Knochenmark- bzw. Stammzelltransplantation in der Behandlung des Morbus Scheie keine Rolle.